# José Bravo Ugarte
José Bravo Ugarte (Morelia, Michoacán, 9 de diciembre de 1898 - Ciudad de México, 13 de octubre de 1968) fue un sacerdote, jesuita, catedrático, historiador y académico mexicano.

## Semblanza biográfica
Ingresó a la Compañía de Jesús en 1913, debido a la Revolución mexicana vivió en el exilio en Los Gatos en 
California, en Gandía y Sarria en España, en San Salvador, en el seminario jesuita Woodstock College, y en la Facultad de Teología de la Universidad de Georgetown en Estados Unidos, de esta forma recibió la ordenación sacerdotal y obtuvo el título de doctorado en historia.
Fue maestro de Teología, Teodicea e Historia Eclesiástica en el Seminario Pontificio de Montezuma en Nuevo México.  En la década de 1930, impartió clases de inglés e historia en los colegios jesuíticos de Puebla y Guadalajara, en esta última sede impartió clases de historia universal e historia de México en el Instituto de Ciencias hasta 1942. En 1943, se trasladó a vivir a la Ciudad de México, siendo catedrático en el Centro Cultural que poco más tarde se convertiría en la Universidad Iberoamericana.
En 1942, fue nombrado miembro de número de la Academia Mexicana de la Historia, tomó posesión del sillón N° 23. Fue miembro de la Sociedad de Ciencias Históricas de Nuevo León, de The Academy of Franciscan History de Washington D. C. y del Consejo Superior de Investigaciones Científicas de Madrid. Murió el 13 de octubre de 1968 en la Ciudad de México.

## Obras publicadas
- Diócesis y obispos de la Iglesia Mexicana, en 1941.
- Cuestiones históricas guadalupanas, en 1946.
- Historia de México, en cuatro volúmenes de 1941 a 1959.
- Historia sucinta de Michoacán, en tres volúmenes, en 1962.
- La educación en México, en 1965.
- Periodistas y periódicos mexicanos, en 1966.
- Luis Felipe Neri Alfaro, en 1966.
- Munguía, obispo y arzobispo de Michoacán, en 1967.
- Efraín González Luna, abogado, humanista, político, católico, en 1967.
- Instituciones políticas en la Nueva España, en 1967.